# 59e régiment de chars de la Garde
Pour les articles homonymes, voir 59e régiment.
Le 59e régiment de chars de la Garde (en russe : 59-й гвардейский танковый полк, abrégé 59 гв. тп), de son nom complet le 59e régiment de chars de la Garde Lublinski des ordres du Drapeau rouge en double, de Souvorov et de Koutouzov (en russe : 59-й гвардейский танковый Люблинский дважды Краснознамённый, орденов Суворова и Кутузова полк), est une unité blindée de l'armée de terre russe (n° d'unité 94018).
Le régiment fait partie de la 144e division de fusiliers motorisés de la Garde de la 20e armée combinée de la Garde du district militaire ouest, basée à Ielnia, dans l'oblast de Smolensk.

## Histoire
Héritant de l'histoire de la 99e brigade de chars (ru) de l'armée rouge, l'unité est réorganisée en 59e brigade de chars de la Garde en 1943.
Le 16 juillet 1945, la 59e brigade de chars de la Garde du 8e corps de chars de la Garde est réorganisée en 59e régiment de chars de la Garde de la 8e division de chars de la Garde, dont le régiment hérite du nom honorifique Lublinski (« de Lublin »), du titre « de la Garde », des ordres et de la gloire militaire. L'unité est dissoute en 1957.
Le 1er décembre 2018, le 59e régiment est recréé dans la ville de Ielnia, dans l'oblast de Smolensk, où il rejoint la 144e division de fusiliers motorisés de la Garde de la 20e armée combinée de la Garde du district militaire ouest.
Le 4 novembre 2019, le lieutenant-colonel A. Popov reçoit le nouveau étendard de bataille de l'unité, remis des mains du lieutenant-général Andreï Ivanaïev (commandant de la 20e armée).
Lors de l'invasion russe de l'Ukraine au printemps 2022, le nouveau commandant du régiment, le colonel Alexandre V. Bespalov, est annoncé tué au combat.